# 水崎ともみ
水崎 ともみ（みずさき ともみ、1986年6月13日 - ）は、埼玉県川越市生まれの競技麻雀のプロ雀士。日本プロ麻雀協会所属。

## 人物・経歴
8期後期入会・本部所属。
明治大学経営学部卒業。趣味は旅行、散歩。
2023年6月より開催されるMトーナメント2023に出場する。

## 獲得タイトル
- 第21期女流雀王[4]
- 第7期夕刊フジ杯麻雀女王 団体戦優勝
- 第6回フェニックスオープン 優勝

## リンク
水崎ともみ (@m_tomomi_) - X（旧Twitter）